# Starčevica

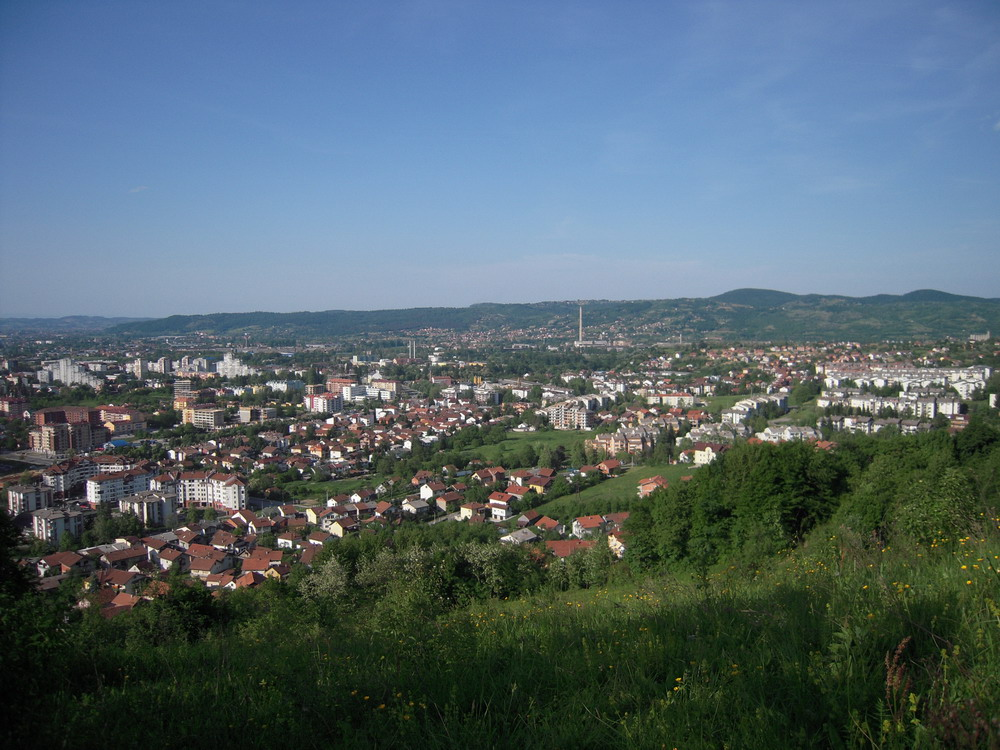
Vue générale du quartier

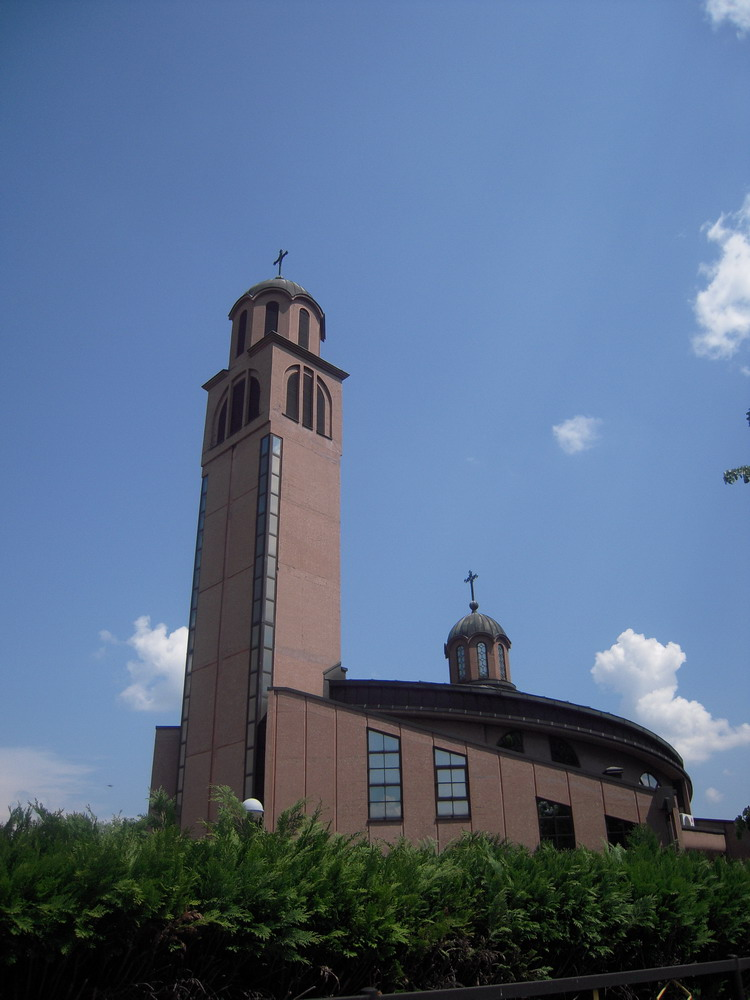
L'église de la Nativité-de-la-Mère-de-Dieu

Starčevica (en serbe cyrillique : Старчевица), est un quartier de Banja Luka en Bosnie-Herzégovine. Au recensement de 1991, il comptait 12 738 habitants, dont une majorité de Serbes.
Starčevica est situé sur la rive droite de la rivière Vrbas, au sud-est du centre ville de Banja Luka.

## Démographie
Au recensement de 1991, la population de la communauté locale de Starčevica se répartissait de la manière suivante :